# État d'Oyo
Ne doit pas être confondu avec Empire d'Oyo.
Pour les articles homonymes, voir Oyo.
L'État d'Oyo est un État du sud-ouest du Nigeria.

## Histoire
L'État d'Oyo a été créé le 3 février 1976 lors de la division de l'ancienne région de l'Ouest (en).
Le 27 août 1991 la partie Est de l'État est extraite pour former l'État d'Osun.

## Géographie
L'État d'Oyo est bordé au sud par l'État d'Ogun, à l'est par l'État d'Osun, au nord par l'État de Kwara, et à l'ouest par le Bénin.
|                  | Kwara      |      |
| Plateau ( Bénin) | État d'Oyo | Osun |
|                  | Ogun       |      |

Les principales villes sont : Ibadan, Ogbomosho, Oyo, Iseyin, Shaki Igboho, Kisi, Igbo-Ora, Okeho, Lalupon et Ileto.

## Divisions
L'État est divisé en 32 zones de gouvernement local (LGA) : 
Afijo, Akinyele, Egbeda, Ibadan Central, Ibadan North-East, Ibadan South-West, Ibadan South-East, Ibarapa, Ido, Ifedapo, Ifeloju, Irepo, Iseyin, Kajola, Lagelu, Ogbomosho North, Ogbomosho South, Oyo West, Atiba, Atigbo, Saki East, Itesiwaju, Iwajowa, Ibarapa North, Iyamapo/Olorunsogo, Oluyole, Ogo-Oluwa, Surulere, Orelope, Orire, Oyo et Ona-Ara.

## Galerie

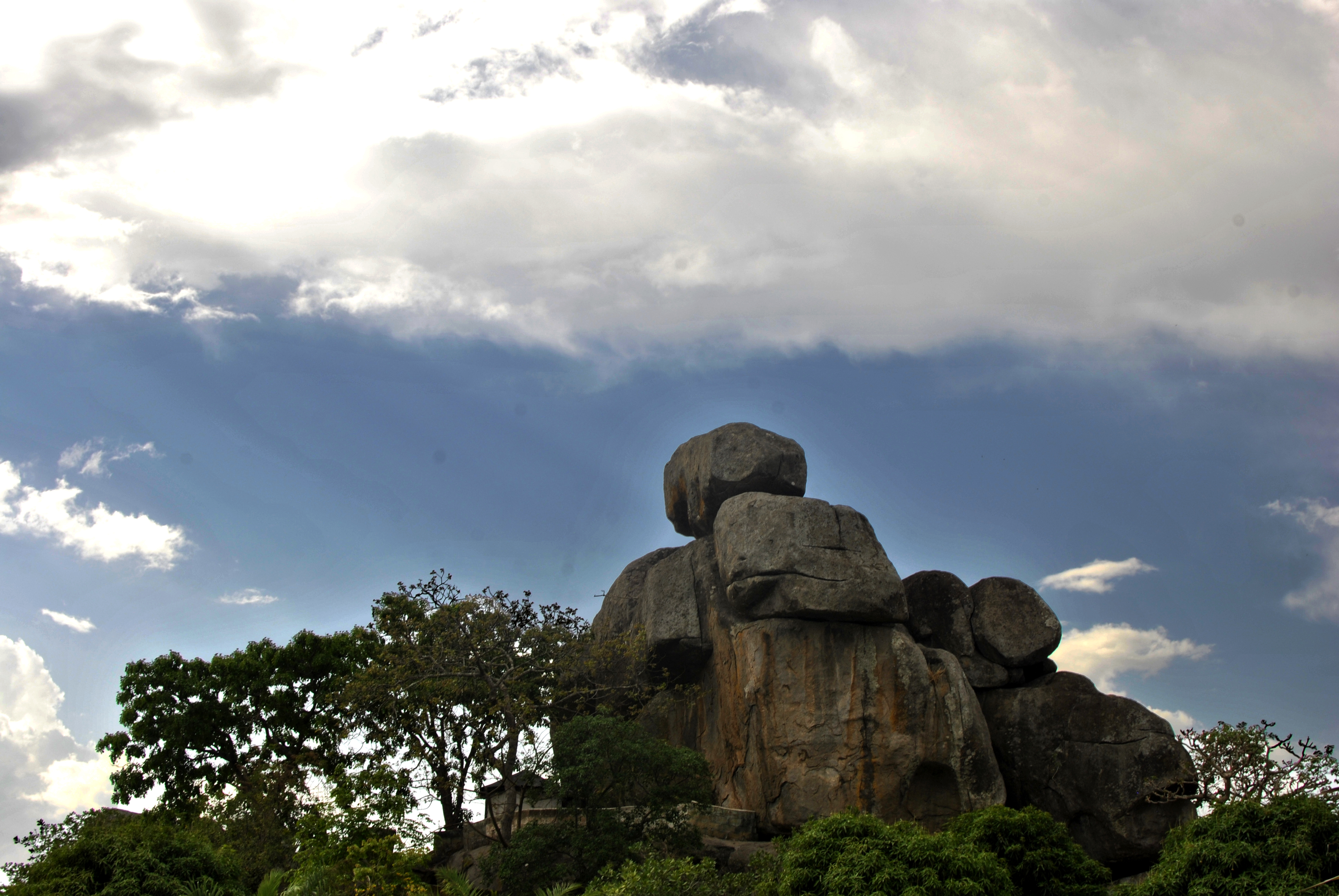
Formations rocheuses dans le jardin Moshra à Okeho, État d'Oyo. Mars 2018.
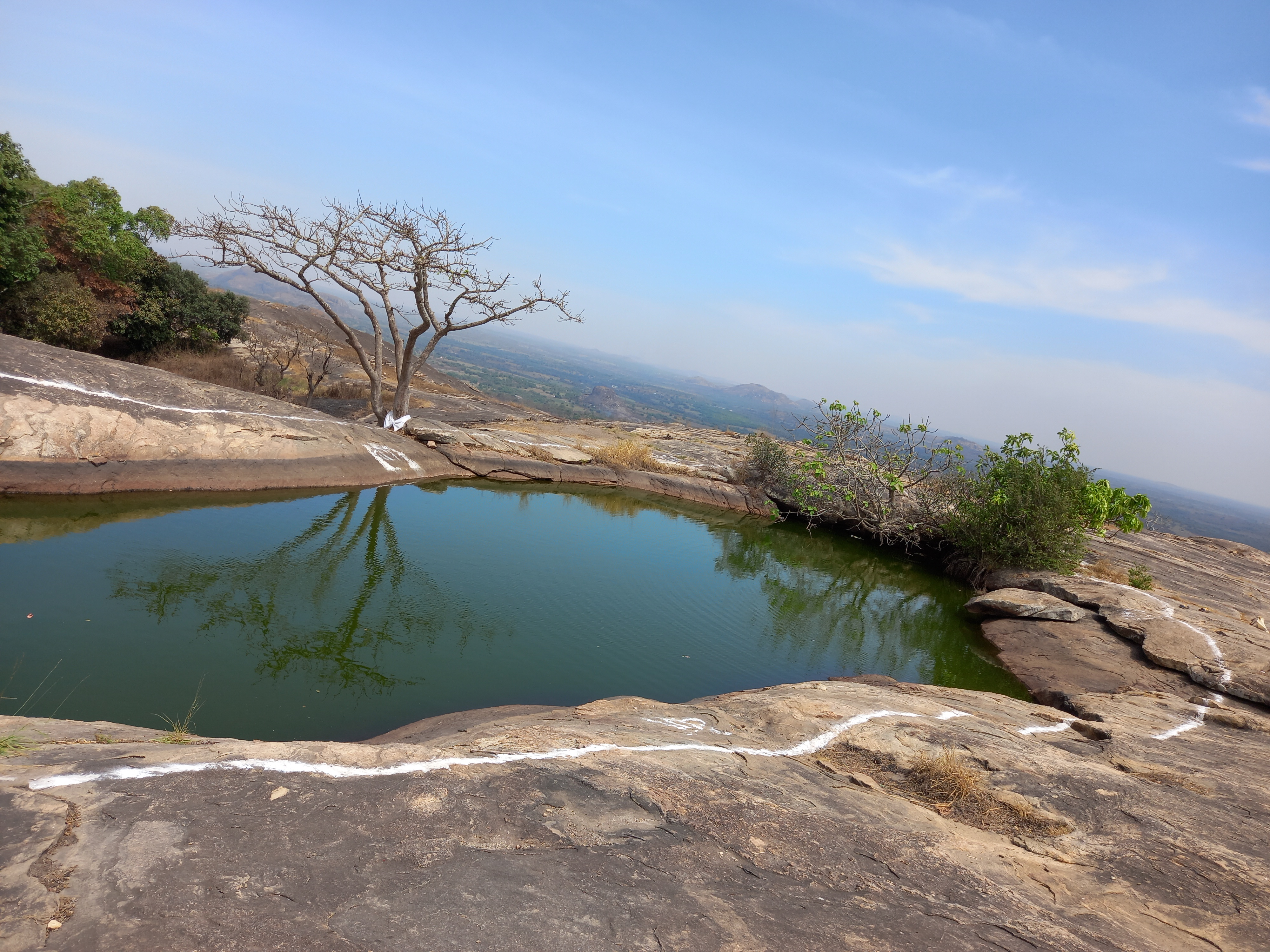
Le lac suspendu Ado-Awaye dans l'État d'Oyo. Janvier 2022.
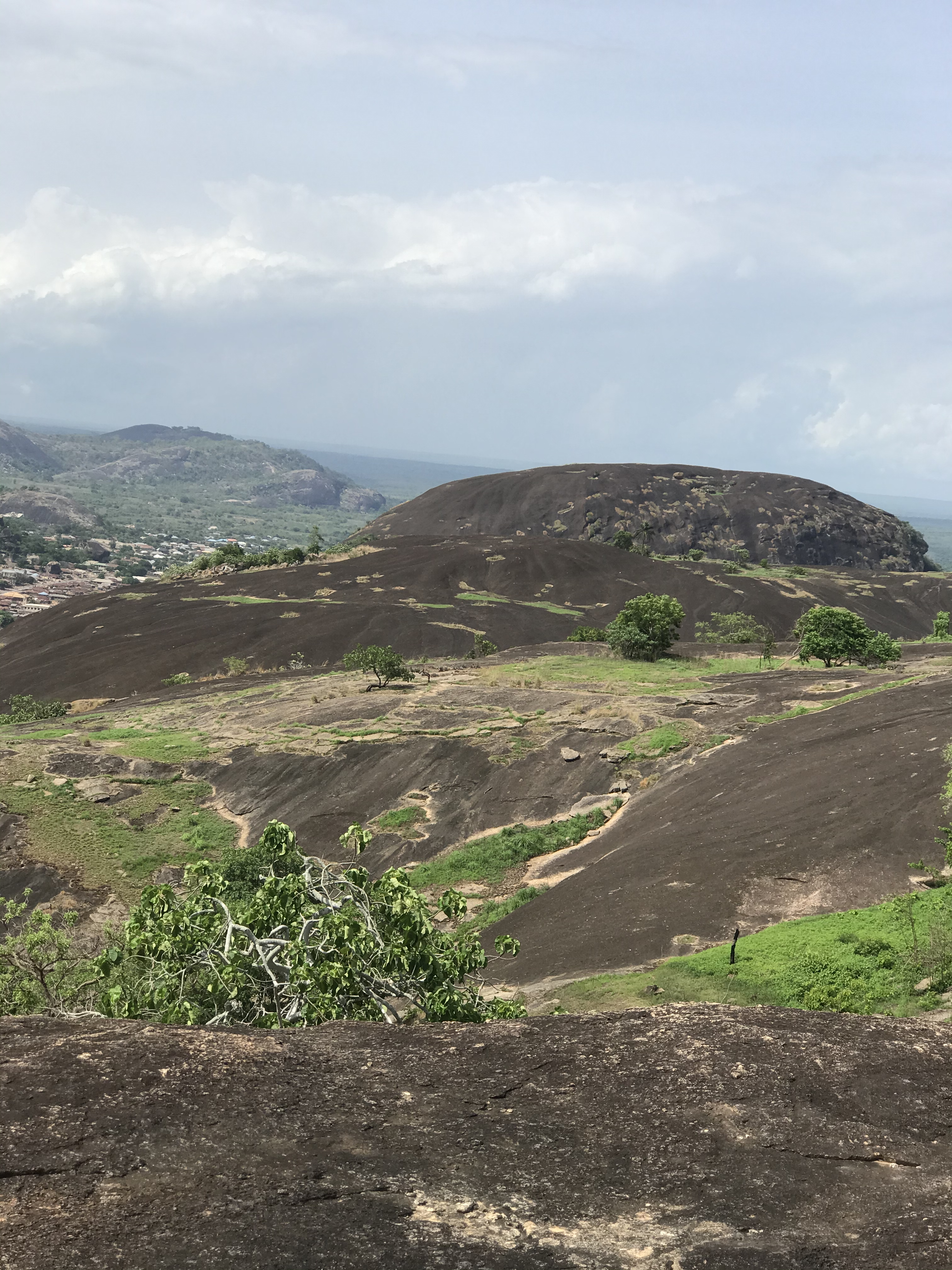
La colline d'Imofin dans l'État d'Oyo. Elle culmine à 272m. Avril 2022.